# Minnette de Silva
Pour les articles homonymes, voir Silva.
Minnette de Silva (1er février 1918 – 24 novembre 1998) est une architecte, pionnière du modernisme tropical au Sri Lanka.
Minnette de Silva est la première femme srilankaise à avoir reçu une formation d'architecte et la première femme asiatique à avoir été élue associée du Royal Institute of British Architects (RIBA) en 1948.
Dans la période d'après-guerre, elle est l'une des rares femmes architectes – avec la brésilienne Lina Bo Bardi – à diriger son propre bureau d'architecture.

## Biographie

### Jeunesse
Minnette de Silva est née à Kandy le 1er février 1918 dans une famille politiquement engagée pour l'indépendance de son pays, profondément anticoloniale sans être antioccidentale.
Sa sœur ainée, Marcia, plus connue sous le nom d'Anil de Silva, deviendra historienne de l'art et journaliste ; un de ses frères, Frederick, sera quant à lui ambassadeur de Ceylan en France (1968 - 1971).
Le père de Minnette, George E. de Silva, est un avocat singhalais et membre fondateur du Ceylon National Congress. Il a représenté Kandy au parlement de Ceylan et a servi comme ministre de la Santé de 1942 à 1947. Sa mère, Agnes de Silva, est une Burgher, militante du suffrage universel. C'est par sa mère que Minnette développe un fort intérêt pour les arts et l'artisanat srilankais qui se reflètera dans son travail ultérieur en tant qu'architecte.
En 1928, Minnette et sa sœur Anil accompagnent leurs parents en Europe où ces derniers doivent assister à une conférence en Angleterre sur le suffrage universel et le droit de vote des femmes. Pendant ce séjour européen, il est décidé que Minnette restera en Angleterre pour étudier à l'école St. Mary's de Brighton. Mais en 1930, en raison de la crise financière, Minnette est retirée de l'école et rentre à Ceylan.
La lutte pour l'indépendance gagne du terrain, et les parents de Minnette y sont activement impliqués. Les activités politiques des de Silva permettent à Minnette de rencontrer de nombreux nationalistes indiens de l'époque. Ainsi, Jawaharlal Nehru (qui deviendra le premier Premier ministre de l'Inde indépendante en 1947) leur rend visite en 1931.
Parallèlement, la famille de Silva fréquente l'avant-garde artistique ceylanaise. Ainsi, Minnette se lie d'amitié avec le peintre George Keyt dont elle fait connaissance par l’intermédiaire du cousin de sa mère, le photographe Lionel Wendt. L'appétence de Minnette pour les arts ne se démentira pas. Dans son autobiographie, alors adolescente, elle décrit ses escapades avec sa sœur Anil, dans le monde du théâtre et de l'art.

### Éducation en Inde
Minnette de Silva affirme qu'elle s'intéressait à l'architecture depuis l'enfance. Après avoir travaillé brièvement pour un architecte à Colombo, elle demande à ses parents de lui permettre de s'inscrire dans une école privée d'architecture à Bombay. Son père désapprouve fortement son désir de devenir architecte mais sa mère et son oncle lui apportent un soutien moral et financier et Minnette de Silva part étudier à Bombay en 1938.
Après une période d'apprentissage dans un cabinet d'architectes, ainsi que des cours dans une académie privée d'architecture dirigée par G. B. Mhatre, Minnette de Silva est admise à la Government school of Architecture. Mais elle en est expulsée pour avoir participé à une grève étudiante à la suite de l'arrestation de Gandhi pendant le mouvement « Quit India ».
En 1942, en raison de la guerre dans l'océan Indien après la chute de Singapour, Minnette de Silva revient à Ceylan. Bientôt de retour en Inde, elle collabore avec Otto Königsberger, une figure importante de l'histoire moderne de l'architecture indienne. Réfugié allemand, Königsberger a été nommé architecte pour l'état du Mysore (aujourd'hui Karnataka). Elle travaille avec Königsberger sur le projet de Jamshedpur (TataNagar), une ville planifiée pour l'aciérie de Tata.
En 1945, Minnette de Silva et sa sœur Anil participent à la fondation du Modern Architectural Research Group (MARG), un groupe d'architectes, d'artistes et de critiques de Bombay qui se consacrent aux idées modernistes. Le premier numéro du magazine du groupe,  Mārg – qui signifie chemin en hindi ou ourdou– est publié en 1946.

### Études à Londres
Durant les vacances de printemps 1945, Minnette de Silva est de retour dans son pays. Elle y rencontre Lord Soulbury alors de passage à Ceylan qui la recommande au Royal Institute of British Architects (RIBA). Ceci lui permet de commencer à l'automne 1945 des études à l'Architectural Association (AA School of Architecture) à Londres. Avec sa beauté asiatique et le port de saris colorés,  elle crée une impression considérable. Dans la capitale anglaise, Minnette de Silva reçoit une éducation architecturale moderniste qu'elle nuancera au cours de sa carrière.
Durant l'hiver 1946, Minnette de Silva entreprend un voyage sur le continent européen où elle rencontre Le Corbusier avec qui elle établira un lien durable. Le Corbusier la surnommait affectueusement « petit oiseau des iles. » Dans son autobiographie, elle écrit qu'elle fut la première rencontre du célèbre architecte franco-suisse avec l'Inde, quelques années avant ses travaux sur la ville nouvelle de Chandigarh (Pendjab).

### Participations aux Ciam
Alors qu'elle était encore étudiante à l'AA, Minnette de Silva assiste à la première réunion du Congrès international d'architecture moderne (CIAM) d'après-guerre. Cette réunion a lieu à Bridgwater (Angleterre) en 1947. Minnette de Silva est la représentante autoproclamée de Ceylan et de l'Inde. Elle y présente le travail du MARG et les premiers numéros du désormais célèbre magazine d'art indien du même nom.
Sa présence dans les CIAM dure jusqu'en 1956, toujours en tant que déléguée de Ceylan et de l'Inde. Elle y assurera la liaison entre le MARG et les CIAM.
Minnette de Silva reçoit son diplôme de l'AA en 1948 et devient également la première femme asiatique à devenir membre associé du RIBA. Son père lui enjoint alors de revenir à Ceylan nouvellement indépendant.

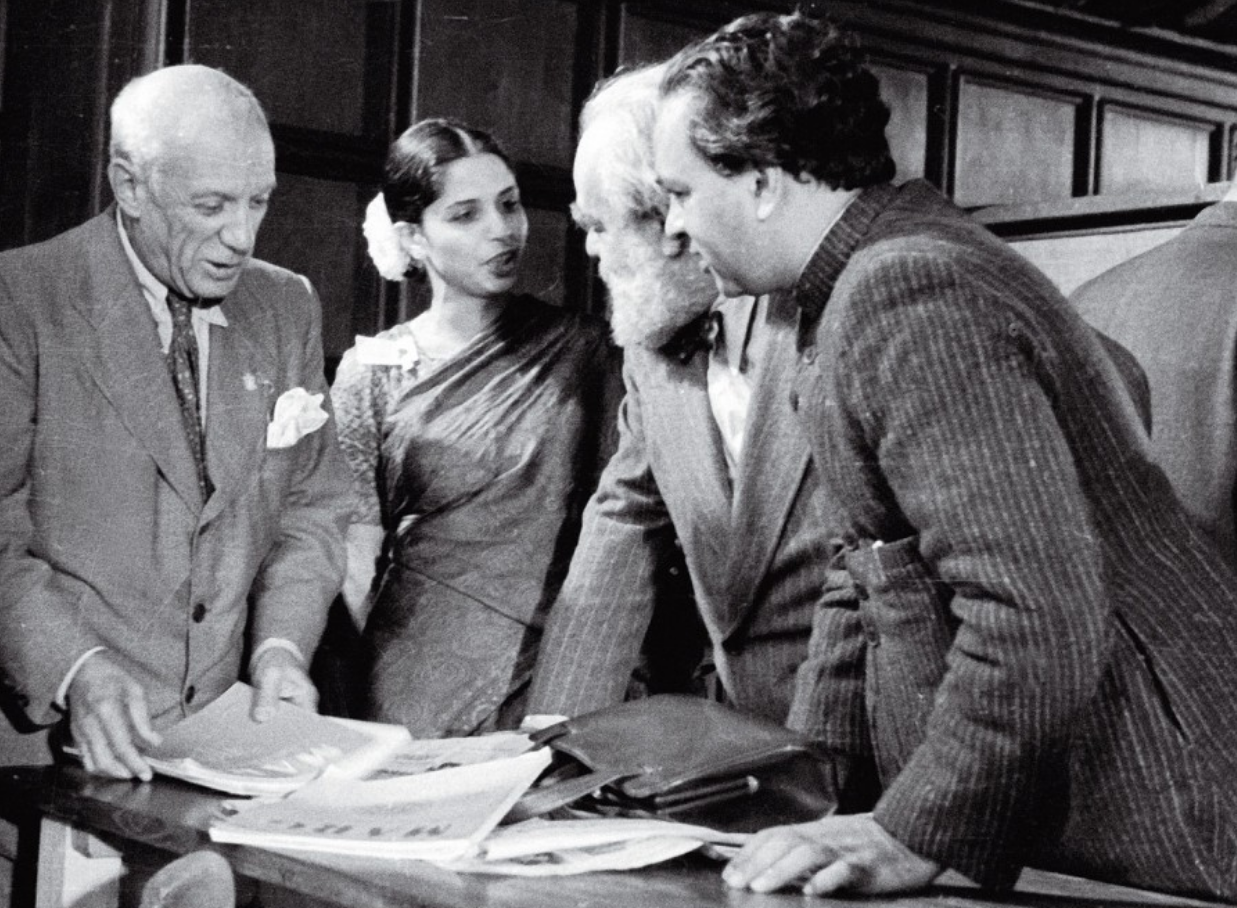
Congrès mondial des intellectuels pour la paix de Wroclaw (25 au 28 août 1948). Discussion autour d'exemplaires du Mārg. De gauche à droite : Pablo Picasso, Minnette de Silva, Jo Davidson et Mulk Raj Anand.

Avant son retour, elle assiste et s'adresse au Congrès mondial des intellectuels pour la paix de Wrocław (en) (Pologne) en août 1948, où elle a été rejointe par son père et l'auteur indien Mulk Raj Anand, rédacteur en chef du Mārg.

### La femme architecte
En 1949, Minnette de Silva s'installe à St. George's, la maison de ses parents à Kandy où elle crée son cabinet d'architecture. Elle choisit de pratiquer de façon indépendante, plutôt que d'occuper un poste de salarié. Décrivant sa situation difficile, elle écrit :
Après mon retour à Ceylan, le problème d'être la première et la seule femme architecte m'est apparu clairement. J'ai travaillé de façon indépendante, pas avec un associé masculin ou un cabinet établi. J'ai dû vaincre la méfiance des entrepreneurs, des entreprises, du gouvernement et des mécènes architecturaux, car jusqu'à mon entrée en scène, c'était un secteur totalement dominé par les hommes.
De Silva s'inspire du travail de son ami Le Corbusier, mais beaucoup plus en accord avec les modèles de construction autochtones. Elle reconnait les limites de copier l'Europe ou de prétendre que rien n'a changé :
Nos besoins collectifs et sociaux doivent trouver leur expression régionale dans les plans d'urbanisme, les programmes de logement et les bâtiments publics. Ce qui arrive si souvent, c'est que nous copions les types de bâtiments occidentaux fermés qui ne sont pas adaptés à notre région, ou que nous adaptons l'architecture traditionnelle d'une manière tout aussi inappropriée.
Elle fait la démonstration de ses principes dans un certain nombre de projets de maison. Sa première œuvre est la maison Katunaratne à Kandy (1947-1951). Elle en fait un compte-rendu dans le magazine Mārg en 1953. Pour ce projet, elle adopte un style de constructions moderne : des colonnes de béton, des charpentes en fermettes et des briques de verre. Elle emploie également des matériaux plus traditionnels comme la brique et le bois, tout en incorporant l'artisanat local – laque, tissage, tuiles de terre cuite – ainsi que les œuvres d'artistes srilankais. Elle nomme cette architecture «transrégionale» parce qu'elle ajoute des panneaux mobiles de l'architecture japonaise traditionnelle pour faire les cloisons internes.

Elle recherche une relation étroite entre l'intérieur et l'extérieur, permettant à l'abondante nature environnante d'entrer dans la maison. Elle écrit :
Dans notre tradition, il y a toujours eu une relation forte et symbiotique entre l'architecture et l'environnement. Aucun bâtiment ne peut être conçu ou achevé sans cette conscience du paysage et de l'architecture.
De plus, dès le début de sa carrière, de Silva a insisté sur l'importance d'incorporer la riche tradition locale des arts et de l'artisanat dans ses bâtiments. Elle s'attache à passer commande aux potiers, carreleurs et artistes locaux. Elle apprend elle-même le tissage afin de former des artisans à la fabrication de panneaux tissés pour diviser les pièces et couvrir les plafonds.
Après le décès de son père en 1950, Minnette de Silva fait un bref séjour en Europe en décembre où elle retrouve un milieu plus compréhensif à l'égard de son travail. Elle passe du temps avec Le Corbusier et rencontre à Paris de nombreux d'artistes indiens modernistes. À cette époque, sa sœur Anil habite dans le 15e arrondissement. Minnette de Silva assiste également à la Triennale de Milan en 1951.
De retour à Ceylan, elle reprend la construction de maisons. Ses projets les plus remarquables comprennent la maison Pieris (1952), la maison Asoka Amarasinghe (1954), et les maisons jumelées Coomaraswamy (1970) à Colombo.
Minnette de Silva emploie des techniciens formés localement et son équipe compte rarement plus de six personnes. En 1956, elle est rejointe par un jeune architecte anglais, Michael Blee, remplacé l'année suivante par un jeune architecte danois, Ulrik Plesner. Plesner a collaboré avec elle tout au long de l'année 1958 jusqu'à ce qu'il accepte une invitation à travailler avec Geoffrey Bawa à Colombo, s'ennuyant de la vie provinciale et du fait que Minnette de Silva ne lui verse pas un salaire régulier.
Minnette de Silva s'intéresse également à l'habitat social, au sujet duquel elle a rédigé un article intitulé Cost Effective Housing Studies (1954-1955). Dans l'immeuble d'appartements Senanayake (1954-1957) à Colombo, elle emploie les unités d'habitation du Corbusier, des pilotis et un toit en terrasse. Mais pour optimiser la circulation d'air, elle utilise de multiples niveaux, des midula (cour intérieure) et des cages d'escalier au centre du plan.
Minnette de Silva est au faîte de sa carrière dans les années 50. À la suite du décès de sa mère en 1962, elle connait quelques problèmes de santé. Elle continue à voyager tout au long des années 1960, passant de longues périodes à l'étranger et laissant son bureau d'architectes décliner. Ironiquement, sa carrière commence à vaciller au moment où l'architecte Geoffrey Bawa commence la sienne.

### Professeure à Hong Kong
En 1973, Minnette de Silva ferme son bureau et déménage à Londres. Elle écrit la section sud-asiatique d'une nouvelle édition de l'ouvrage de référence, A History of Architecture de Banister Fletcher. Ceci lui ouvre les portes de l'université de Hong Kong où elle sera maitre de conférences en histoire de l'architecture de 1975 à 1979.

### Centre d’art de Kandy
De retour à Kandy en 1979, Minnette de Silva tente de redonner vie à son bureau d'architectes alors moribond. En 1982, elle est mandatée pour concevoir un centre d'art pour la Kandy Arts Association sur un site qui surplombe le lac de Kandy près du Temple de la Dent. Minnette de Silva a voulu que le centre d'art soit une illustration vivante de l'architecture kandyenne contemporaine. Ce complexe, ouvert et bien intégré au site, comprend un auditorium, un restaurant, un foyer avec galeries et des ateliers. Les toits de tuiles sur pilotis sont très présents dans le dessin général.

### Dernières années
À partir des années 1990, Minnette de Silva travaille à la rédaction de ses mémoires, Life and Work of an Asian Woman Architect (1998). Le livre est à la fois un album autobiographique, un résumé de son parcours professionnel, une monographie architecturale et une histoire amateur de Sri Lanka.
Fin 1998, Minnette de Silva est victime d'une chute. À la suite de complications, elle décède le 24 novembre 1998, seule et oubliée à l'hôpital de Kandy, quelques semaines avant la parution du premier volume de son autobiographie.